# Дискография Slipknot
Дискография американской группы Slipknot, содержащая семь студийных альбомов, два концертных альбома, двадцать семь синглов, шесть промосинглов, три видео сборника и двадцать пять видеоклипов. В данной статье не указаны материалы, представленные сайд-проектами участников группы.

## Студийные альбомы
| Год                                      | Альбом                                                                                         | Максимальная позиция в чартах | Максимальная позиция в чартах | Максимальная позиция в чартах | Максимальная позиция в чартах | Максимальная позиция в чартах | Максимальная позиция в чартах | Максимальная позиция в чартах | Максимальная позиция в чартах | Максимальная позиция в чартах | Максимальная позиция в чартах | Сертификации |
| Год                                      | Альбом                                                                                         | US                            | AUS                           | BEL                           | FIN                           | FRA                           | GER                           | NLD                           | NZ                            | SWE                           | UK                            | Сертификации |
| ---------------------------------------- | ---------------------------------------------------------------------------------------------- | ----------------------------- | ----------------------------- | ----------------------------- | ----------------------------- | ----------------------------- | ----------------------------- | ----------------------------- | ----------------------------- | ----------------------------- | ----------------------------- | --- |
| 1999                                     | Slipknot - Выпущен: 29 июня 1999 - Лейбл: Roadrunner - Форматы: CD, CS, LP, DI                 | 51                            | 32                            | —                             | 30                            | 175                           | 57                            | 42                            | 49                            | 53                            | 37                            | - US: 2× Платиновый - AUS: Платиновый - CAN: Платиновый - NLD: Золотой - UK: Платиновый                                    |
| 2001                                     | Iowa - Выпущен: 28 августа 2001 - Лейбл: Roadrunner - Форматы: CD, CS, LP, DI                  | 3                             | 2                             | 4                             | 3                             | 7                             | 4                             | 15                            | 5                             | 10                            | 1                             | - US: Платиновый - AUS: Золотой - CAN: Платиновый - GER: Золотой - UK: Золотой                                             |
| 2004                                     | Vol. 3: The Subliminal Verses - Выпущен: 25 мая 2004 - Лейбл: Roadrunner - Форматы: CD, LP, DI | 2                             | 2                             | 6                             | 2                             | 6                             | 2                             | 14                            | 3                             | 2                             | 5                             | - US: Платиновый - AUS: Платиновый - CAN: Платиновый - GER: Золотой - JPN: Золотой - NZ: Золотой - UK: Золотой             |
| 2008                                     | All Hope Is Gone - Выпущен: 26 августа 2008 - Лейбл: Roadrunner - Форматы: CD, LP, DI          | 1                             | 1                             | 2                             | 1                             | 2                             | 2                             | 6                             | 1                             | 1                             | 2                             | - US: Платиновый - AUS: Золотой - AUT: Золотой - CAN: Платиновый - GER: Золотой - JPN: Золотой - NZ: Золотой - UK: Золотой |
| 2014                                     | .5: The Gray Chapter - Выпущен: 21 октября 2014 - Лейбл: Roadrunner - Форматы: CD, LP, DI      | 1                             | 1                             | 2                             | 13                            | —                             | 2                             | 13                            | 2                             | —                             | 2                             | - RIAA: Золотой - ARIA: Золотой - BPI: Золотой - BVMI: Золотой - IFPI AUT: Золотой - MC: Золотой                           |
| 2019                                     | We Are Not Your Kind - Выпущен: 9 августа 2019 - Лейбл: Roadrunner - Форматы: CD, LP, DI       | 1                             | 1                             | 1                             | 1                             | 2                             | 2                             | 2                             | 2                             | 4                             | 1                             | - BPI: Серебряный |
| 2022                                     | The End, So Far - Выпущен: 30 сентября 2022 - Лейбл: Roadrunner - Форматы: CD, CS, LP, DL      | 2                             | 1                             | 3                             | 2                             | 5                             | 1                             | 6                             | 2                             | 2                             | 1                             | |
| «—» означает, что релиз не попал в чарт. |                                                                                                |                               |                               |                               |                               |                               |                               |                               |                               |                               |                               | |

### Сборники
| Год  | Альбом                                                                                                 | Максимальная позиция в чартах | Максимальная позиция в чартах | Максимальная позиция в чартах | Максимальная позиция в чартах | Максимальная позиция в чартах | Максимальная позиция в чартах | Максимальная позиция в чартах | Максимальная позиция в чартах | Максимальная позиция в чартах | Максимальная позиция в чартах |
| Год  | Альбом                                                                                                 | US                            | AUS                           | AUT                           | BEL                           | FRA                           | GER                           | NLD                           | SWE                           | SWI                           | UK                            |
| ---- | --- | ----------------------------- | ----------------------------- | ----------------------------- | ----------------------------- | ----------------------------- | ----------------------------- | ----------------------------- | ----------------------------- | ----------------------------- | ----------------------------- |
| 2012 | Antennas to Hell - Выпущен: 23 июля 2012 - Лейбл: Roadrunner - Форматы: CD, LP, DI                     | 18                            | 16                            | 10                            | 57                            | 86                            | 10                            | 79                            | 13                            | 23                            | 22                            |
| 2014 | The Studio Album Collection (1999 - 2008) - Выпущен: 17 октября 2014 - Лейбл: Roadrunner - Форматы: DI | —                             | —                             | —                             | —                             | —                             | —                             | —                             | —                             | —                             | —                             |

### Концертные альбомы
| Год  | Альбом                                                                                                 | Максимальная позиция в чартах | Максимальная позиция в чартах | Максимальная позиция в чартах | Максимальная позиция в чартах | Максимальная позиция в чартах | Максимальная позиция в чартах | Максимальная позиция в чартах | Максимальная позиция в чартах | Максимальная позиция в чартах | Максимальная позиция в чартах | Сертификации  |
| Год  | Альбом                                                                                                 | US                            | AUS                           | AUT                           | BEL                           | FRA                           | GER                           | NLD                           | SWE                           | SWI                           | UK                            | Сертификации  |
| ---- | --- | ----------------------------- | ----------------------------- | ----------------------------- | ----------------------------- | ----------------------------- | ----------------------------- | ----------------------------- | ----------------------------- | ----------------------------- | ----------------------------- | ------------- |
| 2005 | 9.0: Live - Выпущен: 30 октября 2005 - Лейбл: Roadrunner - Форматы: CD, DI                             | 17                            | 26                            | 18                            | 53                            | 41                            | 24                            | 71                            | 40                            | 43                            | 53                            | - US: Золотой |
| 2017 | Day of the Gusano: Live in Mexico - Выпущен: 20 октября 2017 - Лейбл: Roadrunner - Форматы: CD, LP, DI | —                             | —                             | —                             | —                             | —                             | 25                            | —                             | —                             | —                             | —                             |               |
| 2023 | Live at MSG - Выпущен: 18 августа 2023 - Лейбл: Roadrunner - Форматы: LP                               | —                             | —                             | —                             | —                             | —                             | —                             | —                             | —                             | —                             | —                             |               |

### Демоальбомы
| Год  | Альбом                                                                                              |
| ---- | --------------------------------------------------------------------------------------------------- |
| 1996 | Slipknot (4-трековое демо) - Выпущен: 1996 - Лейбл: самостоятельно - Форматы: CD                    |
| 1996 | Excerpts from Current Project - Выпущен: октябрь 1996 - Лейбл: самостоятельно - Форматы: CD         |
| 1996 | Mate. Feed. Kill. Repeat. - Выпущен: 31 октября 1996 - Лейбл: Pale One Records - Форматы: CD        |
| 1996 | Producer/Engineer Demo (совместно с Nephilim) - Выпущен: 1996 - Лейбл: самостоятельно - Форматы: CD |
| 1997 | Battle of the Bands Demo - Выпущен: 1997 - Лейбл: самостоятельно - Форматы: CD                      |
| 1997 | 1997 Demo - Выпущен: 1997 - Лейбл: самостоятельно - Форматы: CD                                     |
| 1997 | SlipKnot (11-трековое демо) - Выпущен: 1997 - Лейбл: самостоятельно - Форматы: CD                   |
| 1997 | Spit It Out - Выпущен: 1997 - Лейбл: самостоятельно - Форматы: CD                                   |
| 1997 | Annymous Live Show (Pre- Roadrunner Signing) - Выпущен: 1997 - Лейбл: самостоятельно - Форматы: CD  |
| 1997 | 4-трековое демо - Выпущен: 1997 - Лейбл: самостоятельно - Форматы: CD                               |
| 1998 | Slipknot (5-трековое демо) - Выпущен: 1998 - Лейбл: самостоятельно - Форматы: CD                    |
| 1999 | 3 Song Demo - Выпущен: 1999 - Лейбл: Roadrunner - Форматы: CD                                       |

## EP
| Год  | Название                                                          |
| ---- | ----------------------------------------------------------------- |
| 2023 | Adderall - Выпущен: 9 июня 2023 - Лейбл: Roadrunner - Форматы: DI |

## Синглы
| «Wait and Bleed»                                                         | 2000 | —  | —  | 34 | 46 | —   | —  | —  | 52 | —   | 27 | Slipknot                            |
| «Spit It Out»                                                            | 2000 | —  | —  | —  | 97 | —   | —  | —  | —  | —   | 28 | Slipknot                            |
| «Left Behind»                                                            | 2001 | —  | —  | 30 | 97 | —   | —  | 42 | —  | —   | 24 | Iowa                                |
| «My Plague»                                                              | 2002 | —  | —  | —  | —  | —   | —  | 46 | —  | —   | 43 | Iowa                                |
| «Duality»                                                                | 2004 | —  | 6  | 5  | —  | 74  | 28 | 43 | 63 | 35  | 15 | Vol. 3: (The Subliminal Verses)     |
| «Vermilion»                                                              | 2004 | —  | 17 | 14 | —  | —   | 74 | —  | —  | —   | 31 | Vol. 3: (The Subliminal Verses)     |
| «Before I Forget»                                                        | 2005 | —  | 32 | 11 | —  | —   | —  | —  | —  | —   | 35 | Vol. 3: (The Subliminal Verses)     |
| «All Hope Is Gone»                                                       | 2008 | —  | —  | —  | —  | —   | —  | —  | —  | 42  | 98 | All Hope Is Gone                    |
| «Psychosocial»                                                           | 2008 | —  | 20 | 7  | 84 | 100 | 31 | —  | —  | 28  | 67 | All Hope Is Gone                    |
| «Dead Memories»                                                          | 2008 | —  | 19 | 3  | —  | —   | —  | —  | —  | —   | —  | All Hope Is Gone                    |
| «Sulfur»                                                                 | 2009 | —  | —  | 18 | —  | —   | —  | —  | —  | —   | —  | All Hope Is Gone                    |
| «Snuff»                                                                  | 2010 | —  | 12 | 2  | —  | —   | —  | —  | —  | —   | —  | All Hope Is Gone                    |
| «The Negative One»                                                       | 2014 | —  | —  | 33 | 76 | —   | —  | —  | —  | 71  | 1  | .5: The Gray Chapter                |
| «The Devil In I»                                                         | 2014 | 23 | —  | 2  | 88 | —   | —  | —  | —  | 135 | 2  | .5: The Gray Chapter                |
| «XIX»                                                                    | 2014 | —  | —  | 12 | —  | —   | —  | —  | —  | —   | —  | .5: The Gray Chapter                |
| «Sarcastrophe»                                                           | 2014 | —  | —  | 17 | —  | —   | —  | —  | —  | —   | —  | .5: The Gray Chapter                |
| «AOV»                                                                    | 2014 | —  | —  | 27 | —  | —   | —  | —  | —  | —   | —  | .5: The Gray Chapter                |
| «Killpop»                                                                | 2014 | —  | —  | 10 | —  | —   | —  | —  | —  | —   | 28 | .5: The Gray Chapter                |
| «Skeptic»                                                                | 2014 | —  | —  | —  | —  | —   | —  | —  | —  | —   | —  | .5: The Gray Chapter                |
| «Surfacing» (Live)                                                       | 2017 | —  | —  | —  | —  | —   | —  | —  | —  | —   | —  | Day of the Gusano: Live in Mexico   |
| «All Out Life»                                                           | 2018 | —  | —  | 17 | —  | —   | —  | —  | —  | 99  | 7  | внеальбомный                        |
| «Unsainted»                                                              | 2019 | 20 | —  | 10 | 86 | —   | —  | —  | —  | 68  | 2  | We Are Not Your Kind                |
| «Solway Firth»                                                           | 2019 | —  | —  | 17 | —  | —   | —  | —  | —  | —   | 14 | We Are Not Your Kind                |
| «Birth of the Cruel»                                                     | 2019 | —  | —  | —  | —  | —   | —  | —  | —  | —   | 9  | We Are Not Your Kind                |
| «The Chapeltown Rag»                                                     | 2021 | —  | —  | 28 | —  | —   | —  | —  | —  | —   | 19 | The End, So Far                     |
| «The Dying Song (Time to Sing)»                                          | 2022 | —  | —  | —  | —  | —   | —  | —  | —  | —   | 24 | The End, So Far                     |
| «Yen»                                                                    | 2022 | —  | —  | 21 | —  | —   | —  | —  | —  | —   | —  | The End, So Far                     |
| «Bone Church»                                                            | 2023 | —  | —  | —  | —  | —   | —  | —  | —  | —   | —  | внеальбомный                        |
| «Prosthetics» (Demo)                                                     | 2025 | —  | —  | —  | —  | —   | —  | —  | —  | —   | —  | Slipknot (25th Anniversary Edition) |
| «—» означает что сингл не попал в чарт или не издавался в данной стране. |      |    |    |    |    |     |    |    |    |     |    |                                     |

### Промосинглы
| Название               | Год  | Альбом                          |
| ---------------------- | ---- | ------------------------------- |
| «Surfacing»            | 1999 | Slipknot                        |
| «The Heretic Anthem»   | 2001 | Iowa                            |
| «Pulse of the Maggots» | 2004 | Vol. 3: (The Subliminal Verses) |
| «Vermilion Pt. 2»      | 2004 | Vol. 3: (The Subliminal Verses) |
| «The Nameless»         | 2005 | Vol. 3: (The Subliminal Verses) |
| «The Blister Exists»   | 2006 | Vol. 3: (The Subliminal Verses) |
| «Custer»               | 2014 | .5: The Gray Chapter            |
| «Goodbye»              | 2016 | .5: The Gray Chapter            |
| «Nero Forte»           | 2019 | We Are Not Your Kind            |

## Саундтреки
| Год  | Фильм или игра                          | Песня                              |
| ---- | --------------------------------------- | ---------------------------------- |
| 1999 | Глобальный шторм                        | Wait and Bleed                     |
| 2000 | Крик 3                                  | Wait and Bleed — Terry Date Remix  |
| 2002 | Роллербол                               | I Am Hated                         |
| 2002 | Обитель зла                             | My Plague — New Abuse Remix        |
| 2003 | Галерианцы: Рион                        | Gently                             |
| 2003 | Фредди против Джейсона                  | Snap                               |
| 2004 | Обитель зла 2: Апокалипсис              | Vermilion                          |
| 2006 | Другой мир: Эволюция                    | Vermilion Pt. 2 — Bloodstone Remix |
| 2006 | Путешествие металлиста                  | (Sic)                              |
| 2007 | Guitar Hero III: Legends of Rock (игра) | Before I Forget                    |
| 2007 | MotorStorm (игра)                       | Before I Forget                    |
| 2008 | Каратель: Территория войны              | Psychosocial                       |

## Видеоклипы
| Год  | Песня                             |
| ---- | --------------------------------- |
| 1999 | Wait and Bleed                    |
| 1999 | Spit It Out                       |
| 2000 | Wait and Bleed (animated version) |
| 2001 | Left Behind                       |
| 2002 | My Plague                         |
| 2004 | Duality                           |
| 2004 | Vermilion                         |
| 2004 | Vermilion, pt.2                   |
| 2005 | Before I Forget                   |
| 2005 | The Nameless                      |
| 2007 | The Blister Exists                |
| 2008 | Psychosocial                      |
| 2009 | Dead Memories                     |
| 2009 | Sulfur                            |
| 2009 | Snuff                             |
| 2014 | The Negative One                  |
| 2014 | The Devil In I                    |
| 2015 | Killpop                           |
| 2015 | XIX                               |
| 2018 | All Out Life                      |
| 2019 | Unsainted                         |
| 2019 | Solway Firth                      |
| 2019 | Nero Forte                        |
| 2022 | The Dying Song (Time To Sing)     |
| 2022 | Yen                               |
| 2023 | Bone Church                       |

## Видеоальбомы
| Год  | Название                          | DVD или VHS |
| ---- | --------------------------------- | ----------- |
| 1999 | Welcome to Our Neighbourhood      | VHS         |
| 2002 | Disasterpieces                    | DVD         |
| 2003 | Welcome to Our Neighbourhood      | DVD         |
| 2006 | Voliminal: Inside the Nine        | DVD         |
| 2010 | {Sic}nesses: Live at Download     | DVD         |
| 2012 | {Sic}nesses: Live at Download     | Blu-ray     |
| 2017 | Day of the Gusano: Live in Mexico | DVD         |
| 2017 | Day of the Gusano: Live in Mexico | Blu-ray     |